# Harold Arlen

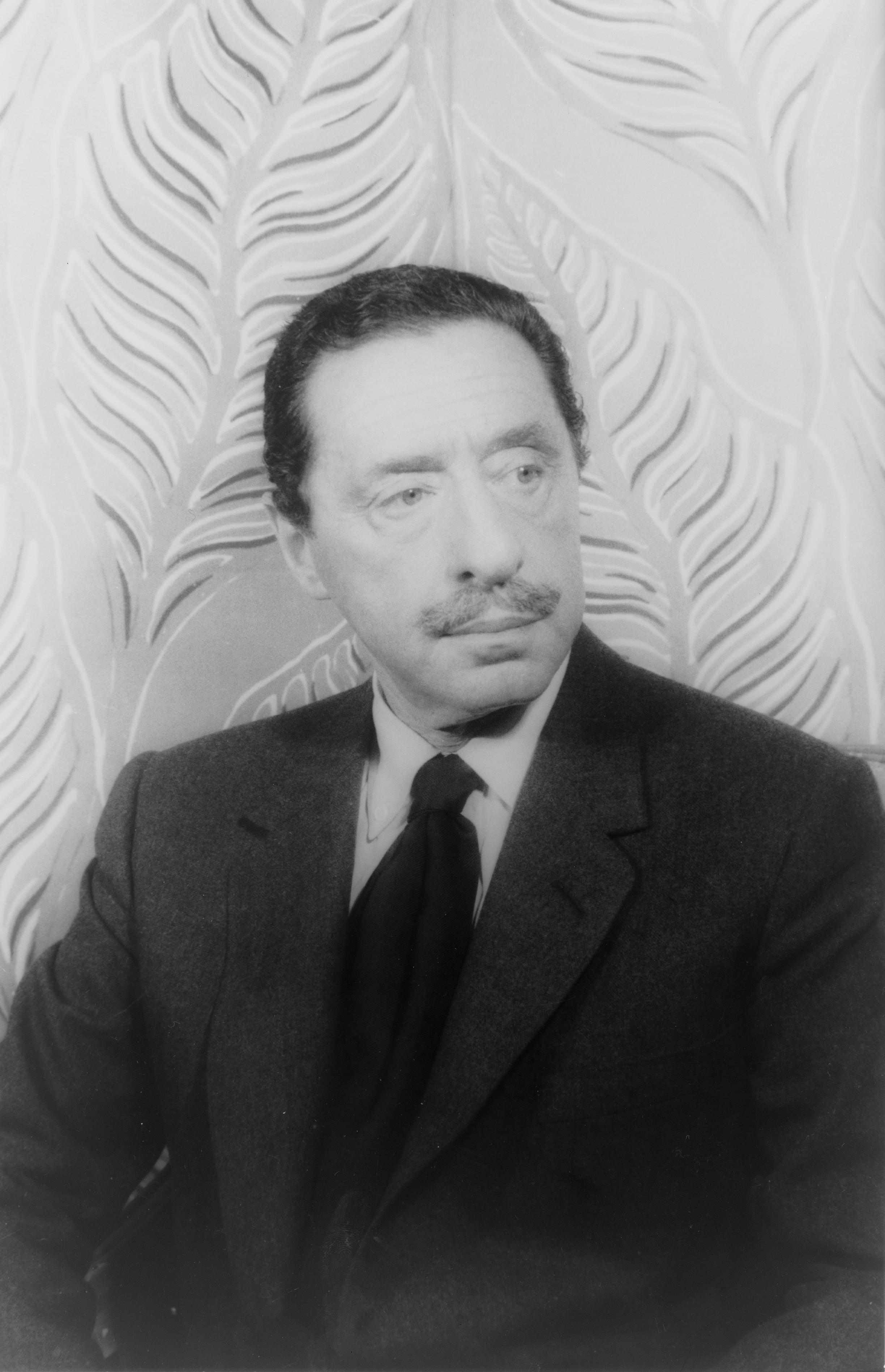
Harold Arlen, fotografiert von Carl van Vechten, 1960

Harold Arlen (* 15. Februar 1905 als Hyman Arluck in Buffalo, New York, USA; † 23. April 1986 in New York City) war ein US-amerikanischer Unterhaltungsmusik-Komponist. Weltweit bekannt wurde Arlen's Komposition Over the Rainbow.

## Leben
Das Kind von Celia Arluck, geborene Orlin, und Samuel Arluck, einem Chasan, lernte Klavier spielen und gründete in seiner Jugend eine Band. Er brachte es als Pianist und Sänger zu lokalem Erfolg und zog Anfang der 1920er nach New York, wo er sich den Künstlernamen Harold Arlen (klanglich abgeleitet vom Geburtsnamen seiner Mutter) gab. Hier nahm er Platten mit den Buffalodians (Deep Henderson, 1926) und den Orchestern von Red Nichols, Henny Hendrickson und Arnold Johnson auf.
1929 schrieb er seinen ersten Hit Get Happy (Text: Ted Koehler). Anfang bis Mitte der 1930er komponierten Arlen und Koehler die Musik für Shows des bekannten Harlemer Cotton Club, Broadway-Musicals und Hollywood Musical-Filme. Arlen spielte auch weiter erfolgreich, meist auf Platten, mit Leo Reismans Society Dance Orchestra.
Arlens Kompositionen sind bei Jazzmusikern beliebt, da sie ein leichtes Bluesfeeling mit traditioneller amerikanischer Volksmusik vereinen.
Arlen heiratete 1937 Anya Taranda und verbrachte zunehmend seine Zeit in Kalifornien, wo er Musik für Film-Musicals komponierte und mit dem Texter E. Y. Harburg arbeitete. 1938 schlossen sie einen Vertrag mit Metro-Goldwyn-Mayer zur Komposition der Musik für den Film Das zauberhafte Land (The Wizard of Oz). Für dessen bekanntesten Song Over the Rainbow wurden sie 1940 mit dem Academy Award for Best Music, Original Song (Oscar) ausgezeichnet.
In den 1940ern arbeitete Arlen mit dem Texter Johnny Mercer zusammen und schuf Hits wie Blues in the Night (My Mama Done Tol’ Me), und Ac-Cent-Tchu-Ate the Positive.
Zu den vielen Künstlern, die seine Lieder aufnahmen, gehört die First Lady of Jazz Ella Fitzgerald, die Arlen 1961 im Rahmen ihrer Serie von Song Books ein Album mit 24 seiner Kompositionen widmete. Einige Kritiker zählen dieses Werk zu ihren besten Aufnahmen. Im selben Jahr nahmen auch Oscar Peterson und Tony Bennett jeweils einen Liederzyklus mit Arlen-Kompositionen auf.
Im Jahr 1966 nahm Arlen das Album Harold Sings Arlen (With Friend) auf und bat hierfür Barbra Streisand als Gaststar ins Studio. Sie sang mit Arlen Ding-Dong! The Witch is Dead im Duett und House of Flowers als Solo. Die Sängerin nannte ihn später den besten Komponisten Amerikas neben George Gershwin. Auf Streisands ersten vier Alben ist jeweils mindestens eine Arlen-Komposition zu finden. Auf The Second Barbra Streisand Album sind es sogar fünf.
1970 starb seine Frau an einem Gehirntumor. Kurz vor seinem Tod adoptierte Arlen 1985 den 22-jährigen erwachsenen Sohn seines Bruders Julius „Jerry“ Arluck, damit sein Nachlass einen Erben hat, um sein Urheberrecht zu erweitern. Er starb 1986 im Alter von 81 Jahren in seiner Wohnung in Manhattan an Krebs. Er wurde neben seiner Frau auf dem Ferncliff Cemetery in Hartsdale, New York, beigesetzt.

## Werke (Auswahl)

### Songs
Arlen und Koehler schrieben u. a.:
- Get Happy
- Between the Devil and the Deep Blue Sea
- I Love A Parade
- I’ve Got the World On A String
- I Gotta Right to Sing the Blues
- Ill Wind
- Stormy Weather

Songs mit Liedtexten von Johnny Mercer:
- One For My Baby
- That Old Black Magic
- Come Rain or Come Shine

Weitere bekannte Songs:
- Over the Rainbow – Liedtext: E. Y. Harburg
- Happiness Is a Thing Called Joe – Liedtext: E. Y. Harburg
- Ding-Dong! The Witch Is Dead – Liedtext: E. Y. Harburg
- It’s Only a Paper Moon – Liedtext: E. Y. Harburg/Billy Rose
- Let’s Fall in Love – Liedtext: Louis Silvers
- For Every Man There’s a Woman – Liedtext: Leo Robin
- Last Night When We Were Young – Liedtext: Yip Harburg
- Lydia the Tattooed Lady – Liedtext: E. Y. Harburg

### Musicals und Revuen
- 1931: You Said It – mit Jack Yellen
- 1934: Life Begins at 8:40 – Text von Ira Gershwin/E. Y. Harburg
- 1937: Hooray For What! – Text von E. Y. Harburg
- 1944: Bloomer Girl – Text von E.Y. Harburg
- 1946: St. Louis Woman – Text von Johnny Mercer
- 1954: House of Flowers – Text von Truman Capote
- 1957: Jamaica – Text von E. Y. Harburg
- 1959: Saratoga – Text von Johnny Mercer

### Film-Musicals
- 1936: Strike Me Pink – Text von Lew Brown
- 1936: The Singing Kid – Text von E.Y. Harburg
- 1939: Der Zauberer von Oz – Text von E. Y. Harburg
- 1941: Blues in the Night – Text von Johnny Mercer
- 1944: Here Comes the Waves – Text von Johnny Mercer
- 1950: My Blue Heaven – Text von Ralph Blane
- 1953: Down Among the Sheltering Palms – Text von Ralph Blane
- 1953: The Farmer Takes a Wife – Text von Dorothy Fields
- 1954: A Star Is Born (dt. Ein neuer Stern am Himmel) – Text von Ira Gershwin
- 1962: Gay Purr-ee Zeichentrickfilm – Text von E. Y. Harburg